# Victor Ciorbea
Victor Ciorbea (Ponor, 26 de octubre de 1954) es un jurista, político y funcionario rumano. Fue alcalde de Bucarest en 1996-1997 y, tras su dimisión, primer ministro de Rumania del 12 de diciembre de 1996 al 30 de marzo de 1998. Desde 2014 ocupa el cargo de Defensor del Pueblo.

## Biografía
Nacido en Ponor, distrito de Alba, Ciorbea se formó como jurista (se graduó en la Universidad de Cluj en 1979) y trabajó para el tribunal municipal de Bucarest, además de impartir clases de Derecho en la Universidad de Bucarest. Doctor en Derecho por la Universidad de Bucarest, se especializó en gestión en la Case Western Reserve University de Estados Unidos (1992).
Originalmente sindicalista (entre 1990 y 1996, fue dirigente de la Federación de Sindicatos Libres en la Educación, FSLI, y entre 1990 y 1993, dirigente de la Confederación Nacional de Sindicatos Libres de Rumania-Fraternidad) y miembro del Partido Nacional Campesino (PNŢCD), fue respaldado por la Convención Democrática Rumana después de las elecciones de 1996. Ciorbea aplicó varias medidas para avanzar en la transición de Rumania hacia una economía de mercado, incluyendo un presupuesto de austeridad (siguiendo un programa conocido como Contractul cu România (Contrato con Rumania).
Renunció tras un conflicto con el líder de PNȚCD, Ion Diaconescu, y fundó la Alianza Nacional Demócrata Cristiana (ANCD), que se fusionó con la PNȚCD después de que esta última perdiera las elecciones de 2000. Poco después se convirtió en líder del partido reunificado.
Ante la tarea de recuperar la confianza de los votantes, Ciorbea renunció a su cargo en 2004, en favor de Gheorghe Ciuhandu, el alcalde de Timişoara. Tras la nominación de este último, el partido se convirtió en el Partido Popular Demócrata Cristiano.
En 2012, como miembro del Partido Nacional Liberal, fue elegido senador. En abril de 2014, sin el apoyo de sus propios compañeros de partido pero con la ayuda del Partido Socialdemócrata en el poder, se convirtió en Defensor del Pueblo.